# Morgen in Alabama
Morgen in Alabama é um filme de drama alemão de 1984 dirigido e escrito por Norbert Kückelmann. Foi selecionado como representante da Alemanha Ocidental à edição do Oscar 1985, organizada pela Academia de Artes e Ciências Cinematográficas.

## Elenco
- Maximilian Schell - Lawyer Landau
- Lena Stolze - Jessica Kranz
- Robert Aldini - Werner Kranz
- Wolfgang Kieling - Repórter
- Kathrin Ackermann - Juiza
- Manfred Rendl
- Reinhard Hauff - Holm